# رمادية (صور)
رمادية هي إحدى القرى اللبنانية من قرى قضاء صور في محافظة الجنوب.